# Phare de l'île Stephens
Le phare de l'île Stephens est un phare situé sur l'île Stephens, une petite île au nord  l'île d'Urville, dans la région de Marlborough (île du Sud), en Nouvelle-Zélande.

## Histoire
Le phare , a été mis en service le 20 janvier 1894 sur l'île Stephens et marque le passage du détroit de Cook reliant la mer de Tasman à l'océan Pacifique. C'est alors le phare le plus haut perché de Nouvelle Zélande.
Au cours de l'année 1894, Tibbles, le chat de David Lyall, le gardien du phare, rapporte à son maître une série de minuscules cadavres. Lyall, étant ornithologue amateur, conserve les spécimens et, réalisant que ces oiseaux semblent assez inhabituels, les naturalise et les vend à un marchand. Peu après, la majorité d'entre eux sont transportés en Europe où la plupart sont achetés par le collectionneur Walter Rothschild. C'est ainsi que Traversia lyalli est connu de la science. Le temps que son existence soit diffusée à travers le monde par le journal ornithologique The Ibis, l'espèce est déjà éteinte. Rothschild dira en 1905 que le seul chat serait responsable de l'extinction de l'oiseau, mais quelques spécimens ont été récoltés les années suivantes. Il paraît vraisemblable que le déboisement pour la construction du phare, en 1894, et l'introduction de chats féraux aient aussi contribué à l'extinction de l'oiseau.
En 1938, la tour a été électrifiée et alimentée par un groupe électrogène diesel. En 1989, la tour a été automatisée et le gardien du phare retiré. Depuis, il est contrôlé à distance, comme tous les phares de la Nouvelle-Zélande, depuis une salle de contrôle centrale située au siège de la Maritime New Zealand (en), à Wellington. En 2000, une nouvelle balise avec une lampe halogène de 50 W a été installée dans la tour, qui est alimentée par des accumulateurs chargés de cellules photovoltaïques.
L’accès à l’île reste très difficile. C'est une réserve naturelle (Stephens Island Nature Reserve) gérée par le Ministère de la Conservation, abritant environ 30.000 lézards rares (comme le tuatara Leiopelma hamiltoni…). Auparavant, le gardien de phare travaillait également comme garde forestier volontaire. Le ministère de la Conservation utilise deux anciennes maisons de gardien de phare. Le phare n'est pas visitable.

## Description
Ce phare  est une tour cylindrique en fonte, avec une galerie et une lanterne de 15 m de haut. Le phare est peint en blanc et la lanterne à un dôme peint en gris. Il émet, à une hauteur focale de 183 m, un long éclat blanc toutes les 6 secondes. Sa portée est de 18 milles nautiques (environ 33 km).
Identifiant : ARLHS : NZL-048 - Amirauté : K4236 - NGA : 5044 .

### Lien connexe
- Liste des phares de Nouvelle-Zélande